# 36169 Grosseteste
36169 Grosseteste este un asteroid din centura principală de asteroizi.

## Descriere
36169 Grosseteste este un asteroid din centura principală de asteroizi. A fost descoperit pe 11 septembrie 1999 la Stația Anderson Mesa în cadrul programului LONEOS. Asteroidul prezintă o orbită caracterizată de o semiaxă mare de 2,98 ua, o excentricitate de 0,08 și o înclinație de 12,3° în raport cu ecliptica.